# Palatul Sully
Palatul Sully (în franceză Hôtel de Sully) este un palat din Paris care adăpostește Centrul Monumentelor Naționale din Franța. Este situat în arondismentul 4, pe Rue Saint-Antoine.

## Istoric
A fost construit din anul 1624 pentru supraveghetorul al finanțelor Mesme Gallet. Inițial prevăzut cu cărămizi și pietre, la modă în momentul respectiv, a fost realizat doar în pietre în cele din urmă. Includea un corps de logis (clădire principal) în spatele a Rue Saint-Antoine, o grădină și o seră de portocali, și ducea la Place Royale (acum Place des Vosges). După ce s-a ruinat la joc, Gallet a trebuit sa vândă creditorilor săi palatul neterminat, care a fost cumpărat de consilierul de stat Roland de Neubourg. Acesta a achiziționat, de asemenea, câteva imobile conexe, pentru a ridica o fațadă pe stradă, sub conducerea arhitectului Jean Androuet du Cerceau. Astfel a fost creat aspectul actual al clădirii.
În anul 1628 palatul terminat a fost cumpărat de Maximilien de Béthune, primele duce de Sully, care a finalizat decorul sculptat. În 1651, Maximilien, cel al doilea duce de Sully, și a amenajat o galerie și niște apartamente la primul etaj, apoi și-a construit o aripă nouă, perpendiculară pe clădirea principal, la grădinile. Casa de Sully și-a păstrat palatul până la sfârșitul secolului al XVIII-lea și i-a lăsat numele său. În sec. al XIX-lea palatul a fost exploatat ca o investiție imobiliară. Clasat monument istoric în 1861, a fost cumpărat de statul francez, care a lansat lucrările de renovare. Din anul 1967 adăpostește sediul al Casei Naționale a Monumentelor Istorice și Preistorice, acum Centrul Monumentelor Naționale din Franța.

## Galerie foto

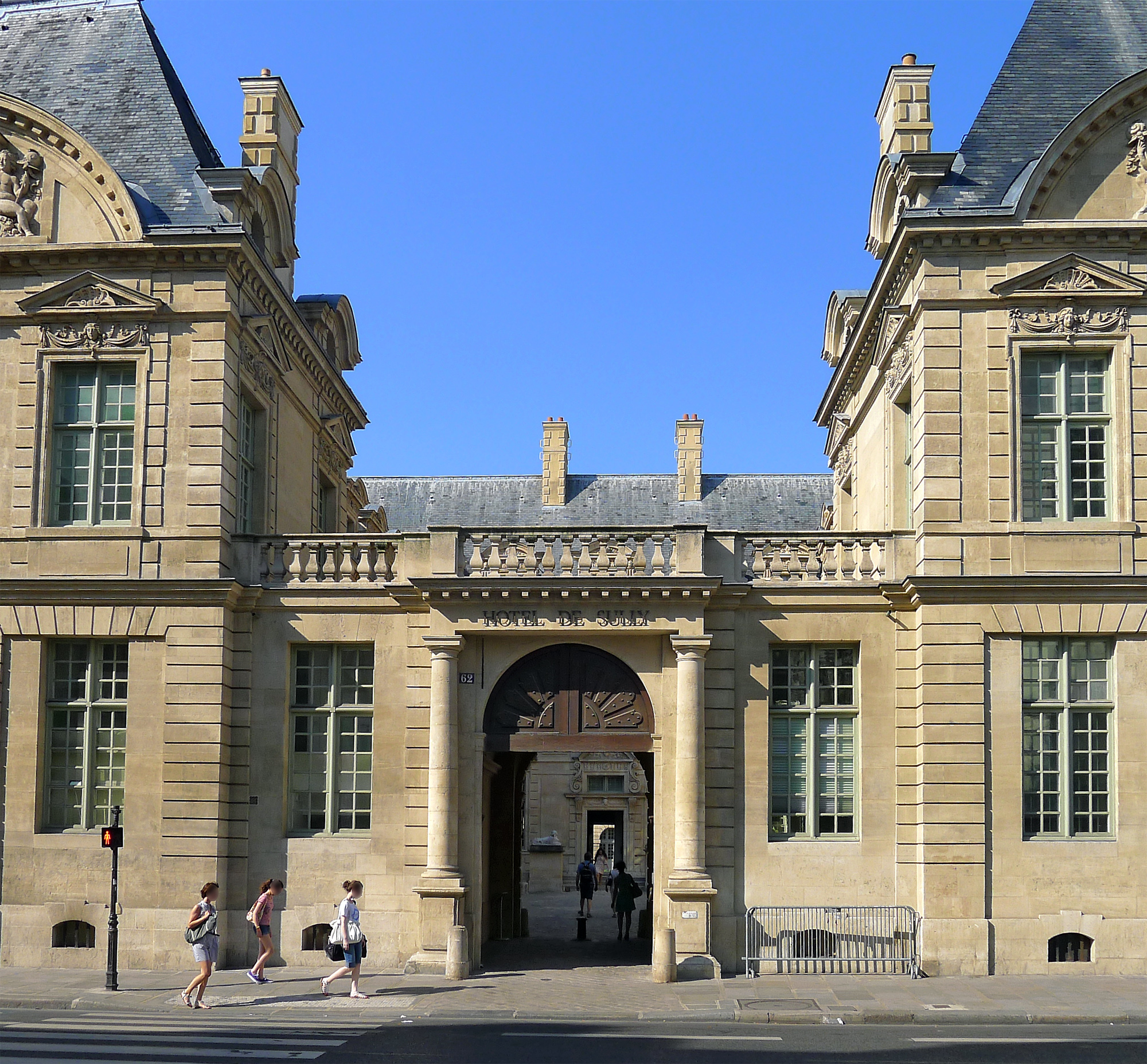
Fațada spre Rue Saint-Antoine
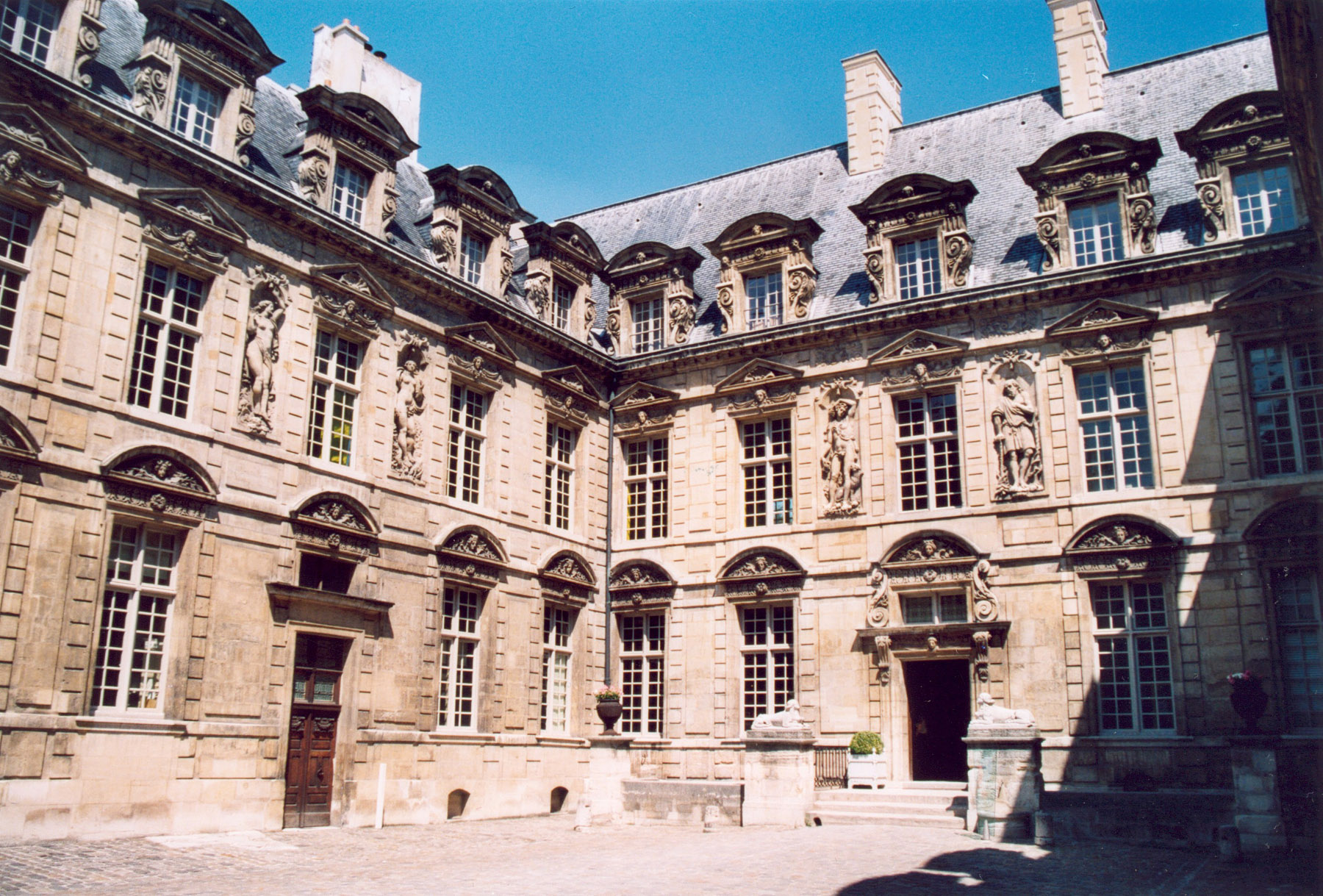
Fațada spre curte
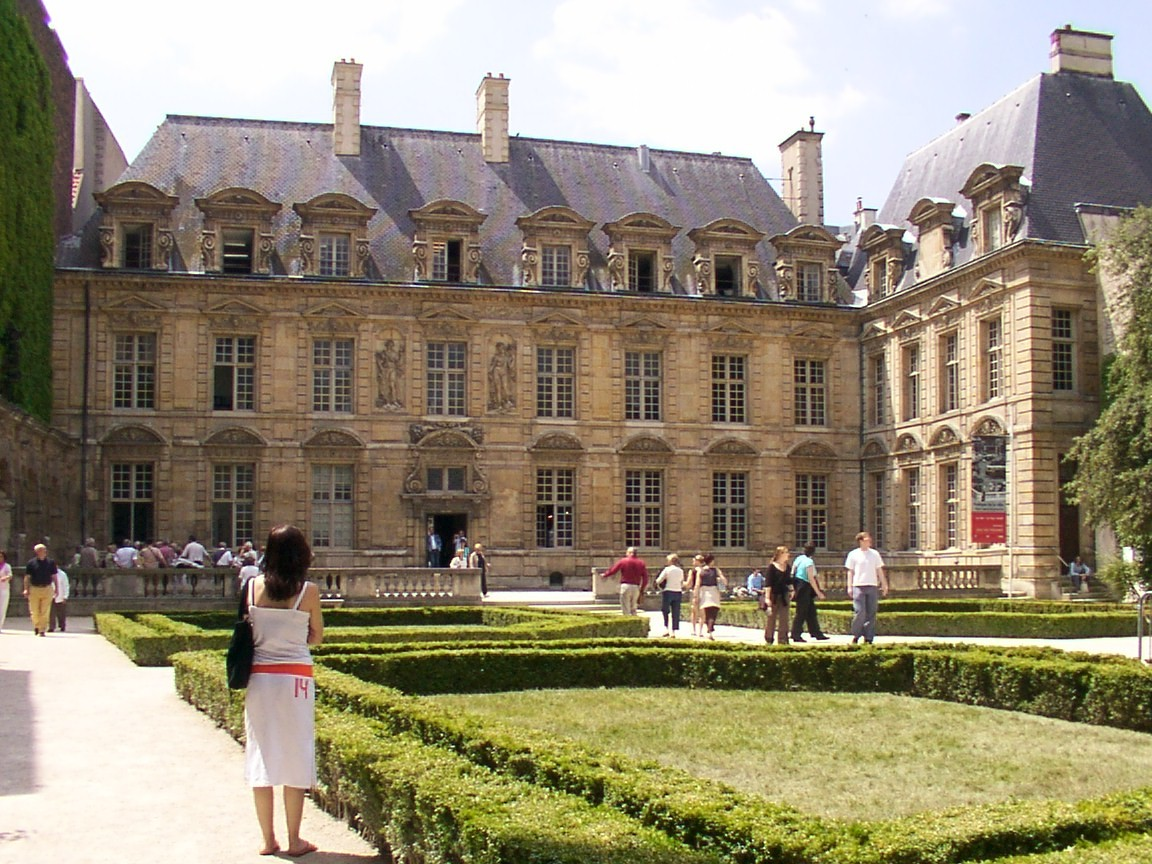
Fațada spre Place des Vosges și grădinile
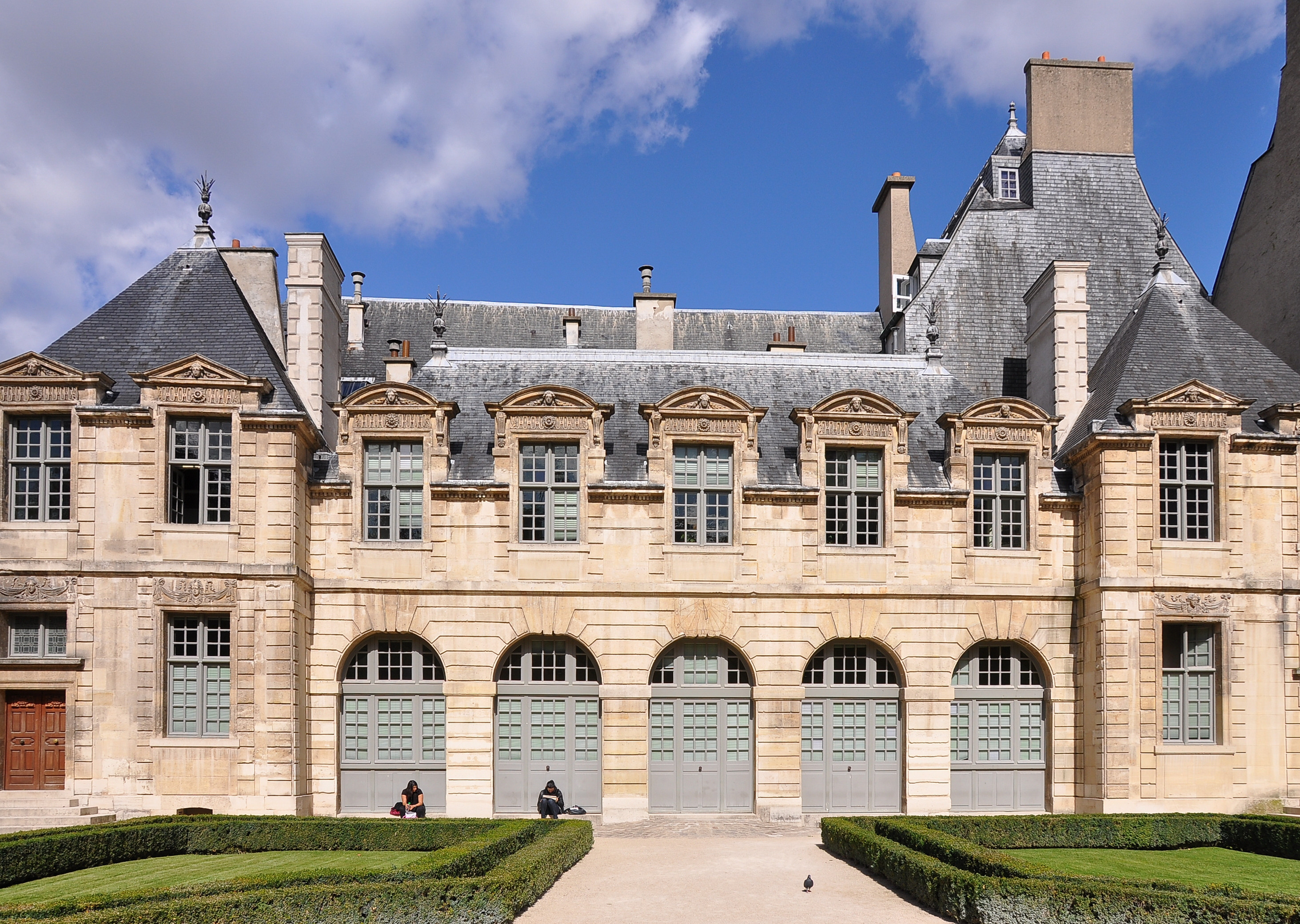
Sera de portocali

## Legături externe
- fr en es  Site-ul oficial Arhivat în 9 decembrie 2015, la Wayback Machine. la Centrul Monumentelor Naționale din Franța
- fr  Prezentare pe Structurae